# Beverly Afaglo
Beverly Afaglo Baah (sinh ngày 28 tháng 5 năm 1983) là một nữ Diễn viên và người dẫn chương trình truyền hình Ghana.

## Cuộc sống cá nhân
Beverly đến từ Vùng Volta ở Ghana. Cô đã kết hôn với Eugene Kwadwo Boadu Baah và họ có hai con gái.

## Sự nghiệp
Beverly được đào tạo như một chuyên gia trị liệu sắc đẹp tại Viện trị liệu sắc đẹp FC, Ghana và là cựu sinh viên của Học viện Báo chí Ghana, nơi cô học báo chí và quan hệ công chúng. Bên cạnh diễn xuất, cô điều hành Glamour Beauty Salon ở Tema.

## Phim được chọn
- I love you But
- Return of Beyonce
- Crime to Christ
- Prince's Bride
- Never Again
- Single Six
- Turn Me On
- Bachelor's
- Equatorial Escape
- Girls Connection
- The King's Bride
- Total Exchange
- PlayBoy
- Big Girls Club
- CEO
- Sugar
- Secret Burden
- About to Wed
- A Northern Affair (2014)
- The Game (2010 film)
- Sidechic gang

## Phần thưởng và đề cử
| Năm  | Giải thưởng                                          | Công nghiệp | Người nhận | Kết quả | Tham chiếu |
| ---- | ---------------------------------------------------- | --- | --- | ------- | ---------- |
| 2010 | Nữ Diễn viên xuất sắc nhất trong vai phụ (tiếng Anh) | Giải thưởng điện ảnh Ghana 2010 | Chính mình \|style="background: #FDD; color: black; vertical-align: middle; text-align: center; " class="no table-no2"\|Đề cử |         |            |
| 2010 | Nữ Diễn viên chính xuất sắc nhất trong phim hài      | Giải thưởng đất nung (Nigeria) \|style="background: #99FF99; color: black; vertical-align: middle; text-align: center; " class="yes table-yes2"\|Đoạt giải | Chính mình \|style="background: #FDD; color: black; vertical-align: middle; text-align: center; " class="no table-no2"\|Đề cử | [ 5 ]   |            |